# Interprétation du rôle
Au sein d'un jeu de rôle, l'interprétation d'un rôle (ou role playing en anglais) est l'ensemble des apports perceptibles d'un participant, pour le jeu du personnage qu’il interprète. L'interprétation résulte du choix de comportements que le participant manifeste pour le personnage et qu'il exprime aux autres participants.
Le concept se rapproche de celui de jeu d'acteur dans les arts dramatiques. On utilise d'ailleurs aussi l'expression « jeu théâtral ». On utilise fréquemment l'anglicisme roleplay (abrégé RP) pour désigner l’interprétation. Il s'agit particulièrement d'interpréter comme un acteur les interactions sociales entre les personnages d'un jeu.
On associe fréquemment l'interprétation du rôle à l'identification au personnage. L'identification facilite l'interprétation, et l'interprétation permet aux autres joueurs de mieux rentrer dans l'imaginaire du jeu. L'interprétation consiste notamment à employer des phrases du type « je fais… » au lieu de « mon personnage fait… » et à formuler directement les phrases prononcées par le personnage comme un acteur interprète son personnage plutôt que de dire « mon personnage dit que… ».

## Dans les jeux de rôle ludiques
L'interprétation est un élément prépondérant des jeux de rôle sur table, c'est même ce qui leur donne leur nom. Cependant, le terme est flou et n'est pas interprété de la même manière par tous les joueurs.
Certains joueurs s'efforcent de rentrer dans la psychologie de son personnage et de voir l'univers du jeu de son point de vue, de l'intérieur, de façon à l'y faire agir de manière cohérente. Les joueurs assis autour d'une table raisonnent, décident et parlent donc comme le feraient leurs personnages dans le contexte du jeu. On retrouve-là le mimicry de Roger Caillois (voir l'article Jeu » Classification des jeux selon Roger Caillois). Cette démarche est appelée « playing from a character ».
D'autres joueurs s'efforcent de modeler leur personnage, de donner une représentation, par les descriptions, les actions et les paroles, de l'idée qu'ils se font du personnage. Cette optique, appelée « playing to a character, s'approche plus du « jeu d'acteur » dans le sens « justesse d'interprétation » — ton de la voix, gestuelle, mimiques — mais de cohérence narrative dans le cadre d'une improvisation. En effet, la tablée ne va a priori pas juger les qualités de mimesis du joueur, mais plutôt sa capacité à contribuer à l'histoire en restant cohérent avec le cadre de jeu — le monde dans lequel évolue son personnage — et la définition de son personnage — son caractère, son métier, …
Coralie David distingue elle le roleplay d'interprétation et le roleplay de cohérence.

### Le principe de liberté d’interprétation
Le jeu de rôle traditionnel reconnaît à chaque participant une liberté d’interprétation du ou des (dans le cas où le participant est le meneur de jeu) personnage(s) dont il a la charge. Le participant est donc libre d’inventer et d’exprimer les comportements, les états et les pensées de son personnage. Cette liberté concerne le choix des sujets, du style et des formes d’interprétation.
Cependant, le joueur doit se plier à certaines contraintes qui sont l'essence même du jeu :

« [Le jeu est une activité qui] doit être :

…

5. Réglée : elle est soumise à des règles qui suspendent les lois ordinaires. »

— Article  Jeu > Définition
Par ailleurs, s'il est possible (en théorie) de tout faire, ce n'est pas pour autant que l'on retire du plaisir à faire n'importe quoi.
L'énoncé d'un joueur ne devient une « réalité » dans la fiction narrative (dans le jeu) que si cet énoncé est accepté par tous les autres joueurs. Cette acceptation est en général tacite, « qui ne dit mot consent ». Mais un autre joueur peut s'opposer à l'énoncé, la « liberté d'interprétation s'arrête là où commence celle des autres ». Par exemple :
- le joueur d'un autre personnage peut faire une contre-proposition, donc une action opposée de son personnage ; par exemple, si un joueur énonce « je dégaine », un autre peut dire « je te saisis le poignet pour t'en empêcher » ;
- un joueur peut opposer un refus : « ce n'est pas possible », « ce n'est pas réaliste », « tu ne peux pas faire ça » — que l'impossibilité soit morale, historique (le concept n'existe pas dans l'univers fictionnel) ou matérielle ;
- le meneur de jeu peut imposer l'application d'une règle, par exemple « jette un dé », la proposition étant alors sujette à l'application de la règle.

Dans un jeu de rôle avec meneur de jeu, le mot final lui revient en général.

### Les paramètres d’interprétation
Il s’agit de l’ensemble des informations préétablies que le participant est invité à prendre en compte pour conserver une interprétation cohérente de son personnage. Il peut s’agir de paramètres :
- propres au personnage joué (capacités physiques, mentales, objectifs, moralité, convictions, handicaps, etc.),
- relatifs à d’autres personnages (rang social, relation hiérarchique, sentimentale, antagonisme, intérêts communs, compatibilité, etc.),
- relatif au contexte de la fiction (cosmologie, cosmogonie, géographie, état de la morale et des mœurs, chronologie, etc.),
- relatif au jeu de rôle pratiqué (thèmes, style, propos de l’auteur, etc.),
- relatif à la pratique du groupe de rôlistes au sein duquel se déroule la partie (sensibilités individuels, références culturelles, désidératas de jeu, etc.).

Les paramètres d'interprétation peuvent être redéfinis en cours de jeu. Par exemple, un personnage affligé d'une maladie (paramètre propre au personnage) pourra se remettre de son affliction. Ces redéfinitions font alors l'objet de développements dans l'intrigue et participent à la richesse dramatique du jeu de rôle.
Dans la pratique, le respect des paramètres d'interprétation semble participer à la qualité d'interprétation reconnue à chaque rôliste.
Notons que certains de ces paramètres sont librement choisis par le joueur lors de la création du personnage : en général, les objectifs, la moralité et les convictions, le métier, l'histoire passée du personnage. Le problème est un peu différent lorsque le joueur interprète un personnage « prétiré ».

### Limites à la liberté d’interprétation

#### Les limites générales
- L’interprétation doit être compatible avec les paramètres d’interprétation.

Par exemple, dans un univers de type historique (sans élément de fantastique ni de science fiction), un personnage chauve ne pourra pas dissimuler une aiguille dans ses cheveux, un pieux moine franciscain du XIIIe siècle dans un jeu historique n’est pas censé faire de référence grivoise à la « Pucelle d’Orléans » (XIVe siècle), un personnage en train de nager en mer méditerranée ne pourra pas se retrouver assis en smoking impeccable dans un bus londonien, la seconde qui suit.
Un groupe de joueurs peut parfois accepter des entorses aux paramètres d'interprétation ; c'est en général le cas si la proposition du joueur est intéressante d'un point de vue narratif. Il n'y aura en général pas d'entorse aux fondements de l'univers (un personnage humain ne pourra pas voler sans l'aide de la magie ou de la technologie), mais des entorses de style (jouer « gros bras » dans un cadre raffiné par exemple) ou morales seront plus facilement acceptées.
- L’interprétation d’un rôle doit se conformer aux règles de jeu qui gèrent la résolution des oppositions et/ou la difficulté.

Le mécanisme de résolution fait souvent intervenir le hasard (en général par le biais d'un jet de dés), ou bien la comparaison de deux valeurs (une capacité et une difficulté), ou encore est soumise à la dépense de points (épuisement de ressources). Le joueur doit accepter le résultat de ce mécanisme et le prendre en compte dans son interprétation, par exemple il doit accepter que son personnage soit blessé ou qu'il perde à un jeu. Certains jeux permettent toutefois de mitiger ceci, par exemple des « points de destin » permettent de remettre en cause le résultat.
- L’interprétation d’un participant doit respecter celle d’un autre participant pour son personnage.

Un joueur peut faire une contre-proposition, et deux personnages-joueurs peuvent s'affronter (bien que cela soit souvent considéré comme inapproprié). Mais un joueur ne peut pas directement énoncer ce que fait un personnage qui dépend d'un autre joueur. De manière générale, chaque joueur doit garder à l'esprit que ce qui importe, c'est de construire ensemble une narration.

#### Les limites spécifiques
Certains systèmes de jeu peuvent restreindre ou forcer arbitrairement l’interprétation ou même partager l’interprétation d’un même rôle entre plusieurs participants. Certains groupes de jeu peuvent être amenés à déterminer à définir des limites spécifiques (par exemple sur des thématiques polémiques au sein du groupe).

### Intérêt de l’interprétation
Le plaisir de jeu procuré par l'interprétation d'un rôle semble dualiste et procéder :
- d’une recherche de justesse : l’interprétation d’un personnage de la manière la plus cohérente possible compte tenu des paramètres d’interprétation ;
- d’une recherche esthétique qui s’exprime par le modelage progressif du caractère/tempérament, des relations et de l’histoire/destin d’un personnage.

L'interprétation est vue par beaucoup de rôlistes comme la partie « noble » du jeu de rôle, son but, les jets de dés et le système de jeu n'étant que des outils annexes. On l'oppose souvent à des pratiques comme le grosbillisme, qui sont des utilisations « stratégiques » des règles : on exploite alors les règles avec un objectif compétitif ou pour le moins tourné vers la performance maximale du personnage dans le cadre défini par les règles elles-mêmes, plutôt que de rendre dans le cadre des règles l'image la plus fidèle possible de ce qui est imaginé dans le jeu (jeu rationnel). Pour dissuader ces tendances, le meneur de jeu peut être amené à récompenser les joueurs interprétant correctement leur personnage (par le biais d'expérience ou d'objets utiles), arrivant même à rendre intéressants des rôles plutôt ingrats (personnages affligés d'un handicap ou autre).
Depuis les années 2000, on a plutôt tendance à considérer que chaque joueur a ses propres attentes ludiques et créatives et qu'elles sont toutes légitimes. Il n'y a donc aucune raison d'encourager ou de décourager l'interprétation par rapport à la quête de puissance ; l'important est plutôt que les choses soient claires en début de partie et acceptées par tous.

### Les sujets d’interprétation
Les apports créatifs d’un participant s’expriment principalement à travers les propos qu’il prête au personnage interprété. Il existe d’autres sujets d’interprétation comme la gestuelle (corporelle et faciale), l’apparence objective (vêtements, accessoires), les pensées du personnage, ses émotions.

### L’incontestabilité de l’interprétation
Le jeu de rôle traditionnel reconnaît généralement à l’interprétation un caractère incontestable ; lorsque le participant déclare que son personnage prononce des paroles, pense quelque chose ou ressent une certaine émotion, ces déclarations doivent être considérées comme des faits incontestables par les autres participants, y compris lorsqu’on estime que les choix d’interprétation ou sa forme sont discutables.
Des systèmes de jeu particulier ou la pratique coutumière des participants viennent parfois remettre en cause ce principe d’incontestabilité. Il existe des sujets d’interprétation polémiques. C’est le cas par exemple de l’impression que  dégage un personnage. La pertinence de décrire l’impression ressentie par d’autres joueurs est discutable dans la mesure où cette description restreint la liberté d’interprétation des autres participants. Par exemple, l’affirmation qu’un personnage est très beau et que son regard impose le respect, tend à contraindre les autres participants à interpréter leur personnage en conséquence, alors même que la beauté et l’impression dégagée par une personne sont des perceptions par nature très subjectives.
L'interprétation est également d'une grande importance dans les jeux de rôles grandeur nature, où les joueurs sont costumés et incarnent physiquement leur personnage, en paroles et en actes.
Avec la montée des jeux vidéo multijoueurs interactifs, certains utilisent les termes français « jeu de rôle » et « interprétation du rôle » pour désigner ce qui se passe autour d'une table, et le terme anglais “roleplay” (RP) pour désigner le pendant numérique — l'interprétation du rôle étant cependant limitée aux possibilités du système (absence de mimiques du visage, limitation des gestes et mouvements, de tonalité de la voix si les échanges se font par écrit).
On voit ainsi naître des logiciels role player permanents et en temps réel, tel qu'Isamov, robot androgyne dont les textes ne contiennent aucune notion de genre (il ne dit jamais « je suis fatigué(e) » mais « j'ai un coup de fatigue », voir la notion de politiquement correct). Ces personnages sont en RP permanent, c'est-à-dire en interprétation de leur rôle dès lors qu'ils sont connectés.

### Diverses manières de jouer
Les éléments énoncés ci-dessus présentent une manière de jouer ; cela suppose que tous les joueurs d'une partie considèrent que l'interprétation du personnage, dans le sens déterminer le comportement du personnage en assurant la cohérence narrative, est intéressante et valorisante.
Initialement, le jeu de rôle sur table est issu du jeu de guerre. Le premier jeu, Donjons et Dragons (1974), met l'accent sur les actions physiques ou magiques menées par les personnages — combattre, détecter et désamorcer un piège, soigner, lancer un sort, … — et ne met pas en avant les interactions sociales des personnages. Celles-ci ne sont pas mentionnées dans les règles ; le jeu ne propose alors aucune règle pour les simuler mise à part la caractéristique « charisme », une table des réactions des personnages non-joueurs (d'amical à hostile) et la notion d'alignement (neuf moralités stéréotypées) ; et le personnage ne progresse qu'en tuant des monstres et en accumulant des trésors. C'est donc « naturellement » que les joueurs — joueurs de personnages comme meneurs de jeu — négligent l'histoire personnelle du personnage (son passé) et les discussions avec les personnages non-joueurs. Les premiers jeux à proposer des compétences sociale sont les jeux du système Basic Role-Playing : RuneQuest (1978), et surtout l'Appel de Cthulhu (1981), jeu centré sur l'enquête avec donc une composante importante d'interactions sociales.
Ceci n'a toutefois jamais empêché des joueurs de jouer des interactions sociales avec les premières règles de Donjons et dragons, ni de se désintéresser des interactions sociales dans L'Appel de Cthulhu. Pour le chroniqueur Inbadreams, ce désintérêt pour l'interprétation a pris de l'ampleur avec les jeux vidéo en ligne, qui reviennent aux mécanismes des premiers jeux de rôle et incitent à l'optimisation des personnages, le « minimaxage », la construction de personnages avec pour seul objectif d'avoir le plus d'avantages et le moins de faiblesses sans aucune préoccupation pour la vraisemblance.
Cette manière de jouer est centrée sur la manière de résoudre une action. Elle est parfois nommée gaming, le terme gamer renvoyant au joueur de jeux vidéo. Dans la théorie LNS, elle correspond à une forte composante ludiste (L). Les joueurs en quête de puissance sont appelés power gamers, ou en français « grosbills ».
À l'opposé total de cette manière de jouer, certains se centrent sur l'interprétation théâtrale : ce n'est pas tant la manière dont on résout une situation qui importe, mais la manière dont on retranscrit le caractère de son personnage.

« La deuxième volonté dans Dearg, ma question centrale dans l'écriture, c'est comment impliquer les joueurs dans l'histoire, avec la contrainte énorme de s'adresser à six cent MJ. […] Notre réponse à ce problème central, c'est  de faire en quelque sorte l'apologie du dirigisme. […] C'est de ne pas avoir de liberté d'action, en tant que joueur. C'est écrit à l'avance. Cela va à l'encontre du JdR où prime la liberté. […] Si je vous dis que nous allons jouer telle pièce de théâtre, c'est dirigiste. Avec nos focus, on va demander aux joueurs de se positionner dans ce qui leur arrive, au niveau subjectif de leur personnage. Comment vont-ils incarner leur personnage à ce moment-là ? C'est vraiment cela l'intérêt.
[…]
Aujourd'hui, quand tu joues, on estime de  façon implicite que chaque joueur est maître des émotions de son personnage. Par conséquent, on considère que c'est très dirigiste que le MJ dise : « là tu réagis mal et tu lui met une claque ». Mais en fait, c'est hyper intéressant. Dans la réalité, l'être humain est passif par rapport à ses émotions. C'est quelque chose qui vient à toi, qui s'impose à toi. Quand vous vous réveillez le matin et que vous pensez à cette fille-là, vous n'avez pas le choix. On ne se contrôle pas. […]
Je digresse, mais un joueur impliqué dans son personnage, il va faire des apartés avec le meneur. Le système des focus n'est que l'accentuation de ces apartés. C'est dans ces moments-là que le joueur va se concentrer sur son personnage et son implication dans le jeu. »

— Nelyhann et Damien Coltice, « Nelyhann : Pour l'apologie du dirigisme (mais pas seulement) », Casus Belli, Black Book, vol. 4, no 8,‎ décembre 2013, p. 52 (ISBN 978-2-36328-126-5)
On peut donc dégager trois grandes manières de voir l'interprétation du personnage, que l'on peut placer sur un diagramme réalisme/buts tel que proposé par Jeffrey A. Johnson ; le type de jeu est représenté par une étoile « * ».
- Recherche d'une cohérence narrative par rapport à la société servant de cadre au jeu.

```
                   Buts personnels
                    (
grosbillisme
)
                          |
                          |
                          |
                          |
                          |
 Interprétation ----------+---------- Simulation
 (jeu théâtral)           |          (jeu de guerre)
                          |
                          |
                          |
                      *···|···*
                   Buts collectifs
                   (narrativisme)
```

- Intérêt pour la manière dont on résout une situation, les moyens primant sur la cohérence narrative (ludisme).

```
                   Buts personnels
                    (grosbillisme)
                          |         *
                          |         ·
                          |         ·
                          |         ·
                          |         *
 Interprétation ----------+---------- Simulation
 (jeu théâtral)           |          (jeu de guerre)
                          |
                          |
                          |
                          |
                   Buts collectifs
                   (narrativisme)
```

- Intérêt pour la manière dont on narre et l'on mime une situation imposée (improvisation théâtrale).

```
                   Buts personnels
                    (grosbillisme)
                          |
                          |
                          |
                          |
                          |
 Interprétation ----------+---------- Simulation
 (jeu théâtral) *         |          (jeu de guerre)
                ·         |
                ·         |
                ·         |
                *         |
                   Buts collectifs
                   (narrativisme)
```

## Place de l'interprétation du rôle dans les théories et modèles de jeu de rôle

### Théorie des niveaux d'immersion multiple
J. Tuomas Harviainen a proposé de classer les joueurs en fonction de leur immersion dans le personnage (P), l'univers (U) et l'histoire (immersion narrative N). Avec ce modèle, l'interprétation dans le sens de la cohérence narrative peut correspondre
- à l'immersion dans le personnage : un joueur immergé dans le personnage (P+) prend des décisions cohérentes avec la définition du personnage (son caractère, ses valeurs morales) ;
- à l'immersion dans l'univers :  un joueur immergé dans l'univers (U+) agit selon les codes de la société fictive, avec les connaissances qu'est censé avoir son personnage.

Un joueur « P+U+ » est donc en totale cohérence avec le cadre. S'il accepte la ligne narrative proposée par le meneur de jeu (N+), on parle de « joueur-extension » ; le joueur peut sembler idéal, mais il risque d'être perdu si la situation proposée ne reprend pas les informations connues. S'il ne s'immerge pas dans l'histoire (N-), on parle de joueur « intégriste » : le joueur joue la logique de son personnage « à fond » au risque de gâcher le plaisir des autres.
Notons qu'un joueur peut « bien interpréter » son personnage sans s'immerger ; le personnage est alors un « outil », un support à l'interprétation, mais le joueur ne s'identifie pas à lui. Une cotation « - » ne signifie pas que le joueur va à l'encontre du critère (personnage, univers ou narration), mais qu'il s'immerge pas. Par exemple, un joueur P-U-N+ est un « acteur », joueur de type improvisation théâtrale, l'important est de construire une histoire cohérente ; un joueur P-U+N+ est un « simulateur », qui va mener son personnage en fonction de son analyse de joueur, et non pas en fonction du caractère propre du personnage.

### Théorie du chaos appliquée au jeu de rôle
Markus Montola a proposé d'appliquer la théorie du chaos aux groupes de joueurs, ou plus précisément de s'inspirer des travaux en théorie des organisations faisant référence à la théorie du chaos. Il distingue alors deux types de comportements de joueurs :
- les comportements intégratifs : c'est lorsque les joueurs s'attachent à suivre la ligne narrative « proposée » par le meneur de jeu, « l'attracteur » du scénario ;
- les comportements dissipatifs : c'est lorsqu'ils mènent l'histoire vers une situation imprévue, augmentant la part d'improvisation.

Dans ce cadre, faire passer la progression de l'histoire avant les priorités propres du personnage est une manière de jouer intégrative. À l'inverse, mettre en avant les opinions et choix moraux du personnage, donc « l'interpréter à fond », est une manière de jouer dissipative, sauf si elle a été anticipée par le meneur de jeu qui propose justement une accroche à laquelle va « mordre » le personnage (et pas simplement le joueur).

### Modèle des strates
Dans le modèle des « strates », l'interprétation du rôle correspond à la strate « personnage ».

## Dans les autres jeux
Le concept d'interprétation ne se limite pas aux jeux de rôle sur table, et il est possible de faire du roleplay sur n'importe quel jeu de société ayant un contexte : un univers bien défini, et des joueurs incarnant des personnages de cet univers. Les jeux fondés sur la discussion ou la collaboration entre les joueurs, comme Les Loups-garous de Thiercelieux, Les Chevaliers de la Table Ronde ou encore Diplomatie se prêtent particulièrement bien à cette pratique, mais même des jeux classiques comme le Monopoly permettent une certaine dose d'interprétation.
L'interprétation est également possible dans certains jeux multijoueurs sur ordinateur, en particulier les jeux par forums, et plus récemment certains jeux en ligne massivement multijoueurs. Ceci se voit principalement dans les jeux en lignes intégrant un système d'alliance ou de guilde, et qui impliquent donc une utilisation de la diplomatie qui incite aux interaction sociales.

## Discours en personnage et hors personnage
L'interprétation implique généralement au moins le fait de parler comme le ferait le personnage qu'on incarne. Les participants à un jeu faisant intervenir l'interprétation peuvent donc tenir deux types de discours :
- le discours diégétique, ou discours « en personnage » (in character, IC, ou in game, IG), qui correspond aux paroles du personnage, adressées aux autres personnages de l'univers de jeu, que ceux-ci soient incarnés par des joueurs ou par le meneur de jeu (dans le cas des jeux de rôle) ;
- le discours extradiégétique, dit discours « hors personnage » (out of character, OOC[10]), ou encore « hors roleplay » (HRP), parfois « hors-jeu » (HJ), qui correspond aux paroles du joueur en tant qu'être humain réel : il sert à décrire les actions de son personnage (sorte de didascalie), à parler des règles et du système de jeu (tout ce qui concerne des pions, des jets de dés, …), et tout simplement à bavarder avec les autres joueurs et les personnes extérieures au jeu ; il inclut en particulier le discours narratif : description d'un lieu, d'une action…

Certains joueurs réfléchissent à voix haute, ce qui introduit une notion similaire à la voix intérieure au cinéma ou à l'aparté au théâtre. Cette réflexion à voix haute n'est pas vraisemblable, sauf si le personnage lui-même réfléchit à voix haute : c'est comme si les pensées étaient partagées par télépathie, créant une sorte de « conscience de groupe ». Ce n'est toutefois en général pas découragé, et ces réflexions peuvent même servir d'inspiration pour des parties futures (voir Mécanisme narratif dans les jeux de rôle > Des conventions d'intervention).
L'ambiguïté de cette distinction est parfois l'occasion d'un « jeu dans le jeu » dans une partie de jeu de rôle sur table : les joueurs discutent de vive voix en estimant qu'il s'agit de discours extradiégétique, mais les joueurs échangeant des informations et des opinions, le meneur de jeu estime qu'il s'agit d'un discours diégétique, c'est-à-dire que les personnages ont prononcé ces paroles à voix haute, ce qui peut leur jouer des tours. Les joueurs font ainsi attention à ce qu'ils disent en tant que joueurs, ce qui peut s'approcher des jeux où l'on doit surveiller ses dires (type ni oui ni non).
DIl n'y a généralement aucune ambigüité entre les discours en personnage et hors personnage, les joueurs disposant « d'indices de fictionnalité » : lorsqu'un joueur dit « je » ou « tu », le contexte permet de savoir s'il parle en tant qu'acteur social (personne réelle) ou s'il parle en tant que personnage de fiction. Cependant, dans certains jeux sur ordinateur et en particulier les jeux par forums, il est utile (voire obligatoire) de préciser explicitement quand on écrit hors personnage dans un endroit en principe réservé au roleplay souvent par l'utilisation de pseudo-balises bbcode telles que [hrp] blabla [/hrp] .
Certains rôlistes danois, bilingues en raison de l'enseignement précoce de l'anglais dans leur système scolaire, réservent l'anglais au discours diégétique et le danois au discours extradiégétique afin de supprimer toute ambigüité mais aussi de favoriser l'ambiance en séparant très clairement les deux modes de jeu.

### Séparation syntaxique
Comme nous l'avons vu dans la partie précédente, dans les jeux par forum, il est nécessaire à la bonne lecture du texte de séparer les trois types de discours. Aussi, chaque auteur prendra bien soin de définir une convention d'écriture, et au besoin l'harmoniser avec les joueurs présents sur le site, et s'y tenir.
Les conventions généralement utilisées sont les suivantes :
- le discours narratif ne se distingue par aucun signe particulier, c'est la trame de fond de l'histoire ;
- les dialogues sont en général entre guillemets, tandis que la distinction des pensées se fait souvent entre parenthèses ou entre étoiles ;
- les textes lus par un personnage — lettre, affiche, journal présent dans le jeu — sont le plus souvent en italique ou utilisent le mode « citation » sur les forums ayant cette fonctionnalité.

Exemple
L'homme aux cheveux noirs entra dans la pièce, d'une fureur inébranlable et d'une allure si vive qu'un courant d'air s'en échappa.

Il ramassa un petit morceau de papier qui se trouvait sur la table et le lut :

Je suis déjà parti,
vous ne me retrouverez jamais !
L'encre semblait encore fraîche, il devait l'avoir écrit il n'y a que quelques minutes.
L'homme sortit aussitôt de la pièce sombre en pensant : *tu nous as bien eus, mais ce n'est pas encore terminé...*
Puis il quitta maison en courant et cria à ses amis qui l'avaient accompagné dans son dangereux périple :

— « Il est déjà parti, rattrapons-le ! »

Et ensemble, ils s'élancèrent vers la sortie nord de la ville, là où le fautif avait dû se diriger.